# نيلم جوزي
النَّيْلَم الجَوْزِيّ  أو النَّيْلَم الهندي أو اللوطس المقدس أو اللوطس الهندي أو نَلُمبو الشرق أو نَيْلوفر قُبطي أو باقِلِّي قُبطي أو جَامِسة أو وردة النيل أو عَروس النيل  (الاسم العلمي: Nelumbo nucifera) ويسمى أيضا ب اللوطس الأفريقي (بالإنجليزية: Indian Lotus)‏ أو (بالإنجليزية: Sacred Lotus)‏ هو نوع من النباتات يتبع جنس النيلم من الفصيلة النيلمية. نبات مائي معمر ذو جذور ريزومية. الأوراق قرصية كاملة الاستدارة، يتوسطها ساق قوي طولها من 30 -100، فتصبح طافية فوق سطح الماء. الأزهار كبيرة بيضاء أو وردية يصل قطرها من 30 سم وتظهر في اواخر الربيع والصيف والثمار كثيرة الثقوب.
يتكاثر النبات بالبذور والريزومات. واحتلت الزهرة دورا هاما في حياة المصريين القدماء فكان يقدمونها للضيوف للتحية، ونقشوها على معابدهم وقدموها قربانا على مذابح الآلة.
يتميز نبات اللوتس الطويل ذو الجذور المجوفة بلونه البني ونسيجه المقرمش الصلب.وهو ينمو في المستنقعات وله اوراق خضراء كبيرة تستعمل لمعالجة مرض ذات الرئة، وتطفو زهرته البيضاء التاجية الشكل على وجه الماء. وتكثر زراعته في الصين.

## الأنواع والاستخدامات لجذور اللوتس
يفضل تناول اللوتس مطهواً على طريقة التقلية السريعة في الخضر الجذرية الأخرى مثل القرطب أو الاعشاب البحرية مثل الارامي والهيجيكي، أو يسلق على طريقة (النيشيمي) مع الشيتاكي والفجل الأبيض أو داخل صلصة التتبيل.كما تتوافر اللوتس بشكل جذور مجففة أو مسحوق أو بذور.

## فوائده
تساعد اللوتس على اذابه الدهون والمخاط من الرئتين والشعب الهوائية والحلق والجيوب الانفية خاصة الدهون المتكونة من استهلاك منتجات الالبان أو البيض.كما يساعد شاي جذور اللوتس على تهدئة احتقان الرئة وازالة أي مشكلات في الجيوب الانفية، كما يخفف أيضا من السعال المزمن. وتساعد اللصقة الطبية المصنوعة من جذور اللوتس على تفتيت وازالة المخاط المترسب في الجهاز التنفسي.

## السعرات الحرارية
السعرات الحرارية الموجودة في 100 غ من الكوزو = 347 سعرة حرارية.

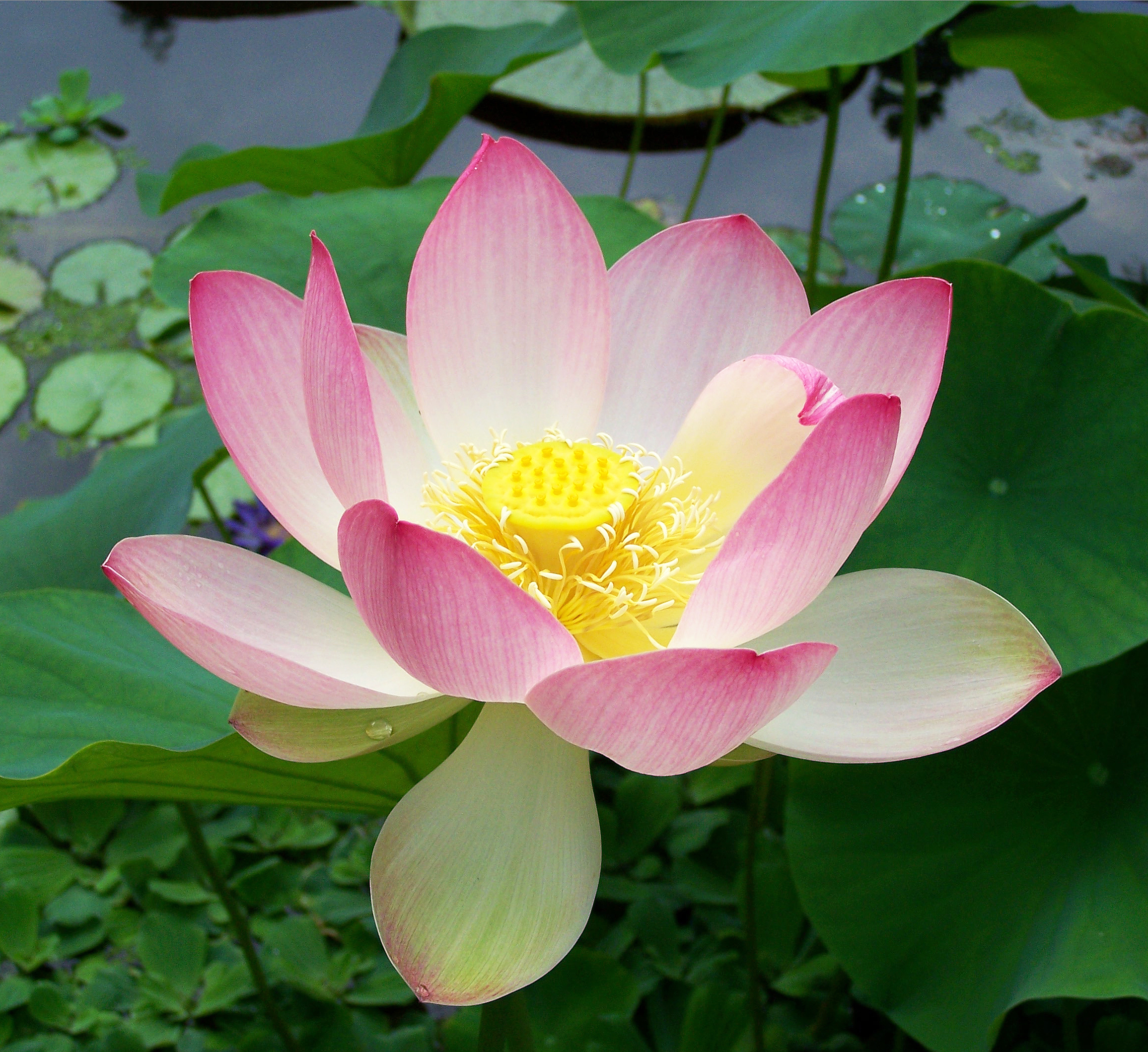
اللوتس